# Михайлович, Првослав
Првослав Михайлович (серб. Првослав Боба Михајловић / Prvoslav Boba Mihajlović; 13 апреля 1921, Валево — 28 июня 1978, Белград) — югославский футболист и футбольный тренер, серебряный призёр Олимпийских игр 1948 года.

## Карьера игрока

### Клубная
Карьеру начал в Валевском спортивном клубе (ВСК), спустя три года перебрался в белградский «Обилич». В годы Второй мировой выступал за команду БСК из Белграда, после освобождения страны и завершения войны перешёл в новообразованный клуб «Партизан». До 1957 года провёл за «чёрно-белых» 393 игры и забил 167 голов, выступая на месте правого полузащитника. Дважды чемпион страны 1947 и 1949 годов, обладатель Кубка Югославии 1947 года. 10 матчей провёл на правах аренды в составе принципиальнейшего противника «Партизана» — в составе «Црвены Звезды».

### В сборной
Првослав провёл 9 игр за сборную Белграда и забил три гола. В составе сборной Югославии он провёл 13 игр и забил шесть голов. Дебют состоялся 7 октября 1946 против Албании в Тиране (югославы выиграли 3:2). Михайлович известен тем, что 11 декабря 1949 в матче во Флоренции против сборной Франции оформил дубль и принёс югославам победу 3:2 и выход на чемпионат мира. Последнюю игру провёл 28 июня 1950 в Порту-Алегри против сборной Мексики на чемпионате мира 1950 (победа 4:1).

## Карьера тренера
После карьеры игрока Михайлович работал тренером ОФК с 1957 по 1959 годы, занимал должность технического директора команды «Партизан» с 1959 по 1963 годы. Работал в сборной Югославии с 1960 по 1963 годы. За границей работал в командах Египта (особенно в Александрии), в клубах Мюнстера (ФРГ) и в Кувейте.